# Lijst van Brusselse ministers van Wetenschappelijk Onderzoek
Dit is een lijst van ministers van Wetenschappelijk Onderzoek in de Brusselse Hoofdstedelijke Regering.

## Lijst
| Nr. | Minister | Minister                         | Partij | Partij | Begin            | Einde            | Regering(en)          |
| --- | -------- | -------------------------------- | ------ | ------ | ---------------- | ---------------- | --------------------- |
| S   |          | Vic Anciaux (1931-2023)          |        | VU     | 23 juni 1995     | 21 november 1997 | Picqué II             |
| 1   |          | Jacques Simonet (1963-2007)      |        | PRL    | 14 juli 1999     | 18 oktober 2000  | Simonet I             |
| 2   |          | François-Xavier de Donnea (1941) |        | PRL    | 18 oktober 2000  | 6 juni 2003      | de Donnea             |
| 3   |          | Daniel Ducarme (1954-2010)       |        | MR     | 6 juni 2003      | 18 februari 2004 | Ducarme               |
| (1) |          | Jacques Simonet (1963-2007)      |        | PRL    | 18 februari 2004 | 19 juli 2004     | Simonet II            |
| 4   |          | Benoît Cerexhe (1963-2007)       |        | cdH    | 19 juli 2004     | 8 maart 2013     | Picqué III, Picqué IV |
| 5   |          | Céline Fremault (1973)           |        | cdH    | 8 maart 2013     | 20 juli 2014     | Picqué IV, Vervoort I |
| 6   |          | Rudi Vervoort (1958)             |        | PS     | 20 juli 2014     | 18 juli 2019     | Vervoort II           |
| S   |          | Fadila Laanan (1967)             |        | PS     | 20 juli 2014     | 18 juli 2019     | Vervoort II           |
| S   |          | Barbara Trachte (1981)           |        | Ecolo  | 18 juli 2019     | heden            | Vervoort III          |